# 4447-es mellékút (Magyarország)
A 4447-es számú mellékút egy kevesebb, mint 1 kilométer hosszú, négy számjegyű országos közút Békés vármegyében, Orosháza belterületén; a várost Szentessel összekötő 4406-os utat kapcsolja össze a 47-es főúttal.

## Nyomvonala
Orosháza Gyopárosfürdő városrészének déli szélén ágazik ki a 4406-os út 2,250-es kilométerszelvényénél lévő körforgalomból, dél-délkelet felé. Szinte az első métereitől kezdve ma már horgásztavakként funkcionáló egykori homokbányatavak között halad, nagyjából a 600. méterszelvényéig. Röviddel ezután véget is ér, beletorkollva a 47-es főútba, annak 170,300-as kilométerszelvényénél.
Teljes hossza, az országos közutak térképes nyilvántartását szolgáló kira.gov.hu adatbázisa szerint 0,826 kilométer.
Rövidsége ellenére mégis fontos szerepe van, a 4406-os út ugyanis más módon nem találkozik a 47-es főúttal: azon a ponton, ahol nyomvonalaik metszik egymást, ott külön szintben kereszteződnek, áthajtási lehetőség nélkül. Ennélfogva Gyopárosfürdő, Rákóczitelep, sőt Árpádhalom és Nagymágocs is ezen út közbeiktatásával érhető el legegyszerűbben a 47-es főútról.

## Települések az út mentén
- Orosháza